# Cockiness (Love It)
Pistes de Talk That Talk
Talk That Talk
(4) Birthday Cake
(6)
Cockiness (Love It) est une chanson de la chanteuse barbadienne Rihanna issue de son sixième album studio Talk That Talk sorti en novembre 2011. La chanson est écrite par Rihanna, Candice Pillay, D. Loernathy, Shondrae Crawford, elle est réalisée par Bangladesh.
Les paroles de la chanson comportent des jeux de mots sur le sexe oral. En omettant la fin du mot « Cockiness », apparaît le mot « cock » qui signifie « pénis » en anglais. Plusieurs versions de travail sont nécessaires avant d'arriver à la chanson enregistrée par Rihanna. Dès l'écriture du titre, Bangladesh pense à Rihanna comme interprète. Musicalement, Cockiness (Love It) est une chanson au style dubstep et dancehall. L'instrumentation est agrémentée d'onomatopées, de percussions et une section de cuivres.
À la suite de la sortie de Talk That Talk, Cockiness (Love It) a eu un accueil critique mitigé. Certains jugent la chanson mémorable et jugent positivement la structure de la composition, d'autres reprochent la présence de contenu à caractère ouvertement sexuel. Après la sortie de l'album Talk That Talk, la chanson s'est classée dans quelques pays, comme la Corée du Sud, le Royaume-Uni et les États-Unis. Le 6 septembre 2012 sort un remix de la chanson avec le rappeur américain ASAP Rocky. Il s'agit du sixième single extrait de l'album Talk That Talk. La chanson est interprétée lors des MTV Video Music Awards 2012.

## Développement
Cockiness (Love It) est écrite par Candice Pillay, D. Abernathy, Shondrae Crawford et Robyn Fenty avec pour réalisateur artistique Bangladesh. Dans une interview pour MTV, Bangladesh explique qu'il pense à Rihanna comme interprète dès le début du développement de la chanson. Il explique que de nombreuses versions se sont succédé avant d'inclure la version finale de la chanson sur Talk That Talk. Cockiness (Love It) contient des échantillonnages que le réalisateur possédait depuis longtemps, et qu'il ne voulait pas gâcher. Bangladesh décrit le développement et l'écriture de Cockiness (Love It) ainsi :

« J'étais à Los Angeles, et je venais juste de finir de composer le titre, le découper, faire le rythme. Mes auteurs Candice Pillay et Dem Jointz ont écrit les paroles. Ce n'était pas Cockiness au début. Il y avait le I Love It. [Ils] sont venus avec cette partie en premier, et ils étaient sur ce thème là. C'était juste une idée. J'ai commencé à faire un nouveau rythme, avec ce qu'ils avaient écrit ce jour-là, ce n'était pas une démarche toute tracée. Quelques jours plus tard, ils ont retravaillé la chanson et c'est devenu Cockiness. »

— Bangladesh

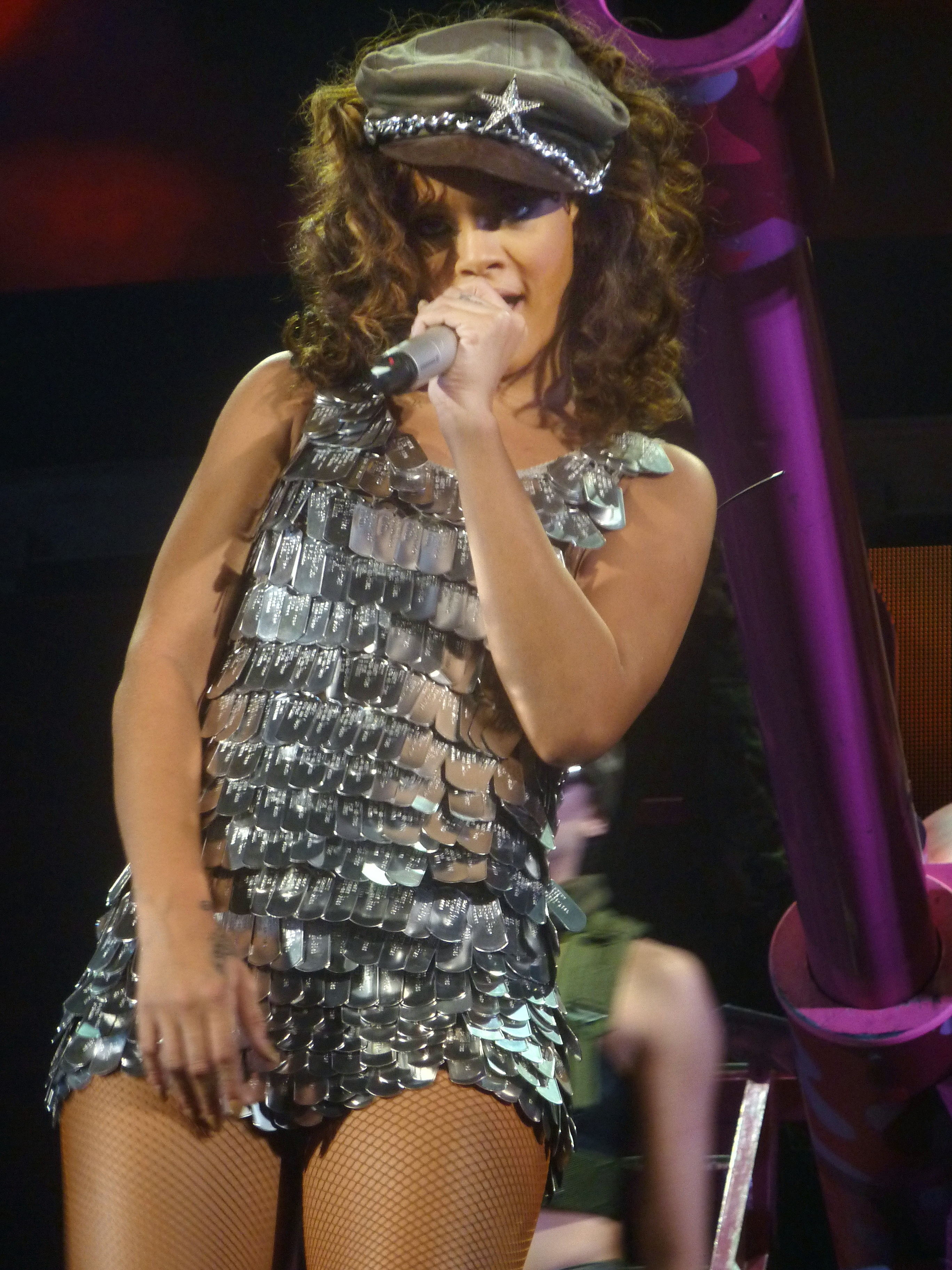
Rihanna en concert à Paris en 2011. C'est au cours d'un séjour parisien que la chanson a été enregistrée à l'hôtel Sofitel Paris Le Faubourg.

Après avoir fini l'ébauche de la chanson, Bangladesh décrète qu'il patientera jusqu'à trouver le bon artiste pour interpréter la chanson. Il pense à Rihanna. Cette dernière aime la chanson, et Bangladesh termine la réalisation artistique. La chanson est enregistrée au cours d'un séjour en France à l’hôtel Sofitel Paris Le Faubourg.

## Composition et analyse des paroles
Cockiness (Love It) est une chanson au style dubstep, reggae et dancehall,,. Elle contient des chœurs dancehall et un pont musical rappé par Rihanna,. Claire Suddath de Time Entertainment relève que le débit des paroles de Rihanna est si rapide que celui-ci devient le rythme de base de la chanson. L'instrumentation de Cockiness (Love It) est composé d'onomatopées, de percussions et d'une section de cuivres.
Les paroles de la chanson font références au sexe oral où Rihanna chante d'une façon moqueuse, et prend plaisir à taquiner son auditeur. T'Cha Dunlevy de The Gazette compare le ton sarcastique des paroles « Suck my cockiness/Lick my persuasion », qui signifie en français littéral « Suce ma suffisance/Lèche ma persuasion », à la chanson de Britney Spears If U Seek Amy (2009). Jack Parker de Madmoizelle relève que Cockiness (Love It) est « un hymne au sexe, avec des petits jeux de mots habiles disséminés çà et là – comme dans le refrain avec « Suck my cockiness », qui se traduit par « suce mon insolence » ». Elle poursuit qu'en omettant la fin du mot « Cockiness », cela fait « cock » ce qui signifie « pénis » en anglais. Ainsi, elle explique le caractère sexuel de la chanson par les paroles « suce ma bite ». Jason Lipshutz du Billboard note que la voix de Rihanna sur les paroles « I love it, I love it, I love it when you eat it », qui signifie en français « J'aime ça, J'aime ça, J'aime ça, J'aime ça quand tu la manges », démontre son désir sexuel, tandis qu'il écrit ironiquement qu'« il est presque sûr qu'elle ne parle pas de la tarte qu'elle n'a pas fini au diner. » James Montgomery de MTV indique que pour lui les paroles, « Suck my cockiness/Lick my persuasion », constituent la meilleure accroche de 2011, avant même les paroles de Heavy Metal Lover (2011) de Lady Gaga et « I want your whiskey mouth/All over my blond south » qui signifie en français « Je veux ta bouche pleine de whisky/Sur mon sud blond. »

## Accueil

### Accueil critique
L'accueil de la chanson par la critique musicale est mitigé à la sortie de l'album Talk That Talk.
Andy Kellman d'AllMusic loue la chanson et la qualifie d'« une des plus hypnotiques » et souligne « son rythme malicieux », l'un des meilleurs « de la décennie. » Priya Elan de NME décrit les paroles « Suck my cockiness, [lick] my persuasion » comme étant « humiliantes », bien qu'elle apprécie la composition musicale, en écrivant que la chanson provoque un « véritable frisson élastique. » Randell Roberts de Los Angeles Times décrit Cockiness (Love It) et un interlude de l'album, Birthday Cake, comme « les seins et les fesses » de Talk That Talk mais note qu'« ils n'ont pas réussi à capturer la grivoiserie qu'ils visent à atteindre » dans la chanson. Melissa Maerz d’Entertainment Weekly écrit que les chansons Cockiness (Love It) et Birthday Cake sont les plus provocantes de l'album. Elle les décrit comme des chansons au thème « J'aime-m'envoyer-en-l'air ». Finalement, pour la critique, il s'agit de chansons « de remplissage ».
Jon Caramanica de The New York Times, trouve que Rihanna tente d'imiter la chanteuse suédoise Neneh Cherry sur Cockiness (Love It) avec une interprétation « pseudo-mélodique », avant de faire l'éloge de la chanson, la qualifiant de « triomphe ». Malgré ses préoccupations pour le jeune public à l'égard des paroles à caractère sexuel, le critique de Flavour apprécie la production de Bangladesh sur le titre. Pip Ellwood d'Entertainment-Focus relève que la chanson, et Birthday Cake, « ne nous laissent aucun malentendu sur le fait que Rihanna n'a jamais été autant sexuelle depuis le début de sa carrière. » Arwa Haider du quotidien britannique Metro écrit que l'on s'attend aux paroles « obscènes ». Nathan S. de DJ Booth note que la chanson est « de loin la chanson de l'album la plus explicite » et qu'il la liste avec Watch n'Learn comme les deux meilleures chansons de l'album Talk That Talk pour lui.
Lindsay Zoladz de Pitchfork est critique sur la chanson en écrivant que « Rihanna a toujours parlé de sexe dans ses chansons – elle n'a cependant jamais montré une telle propension pour des paroles maladroites et des métaphores sexuelles sur les amants d'un soir. » Jonathan Hamard de Charts in France note que « la quasi-totalité des textes évoque le sexe et les relations amoureuses ». Tuyet Nguyen de The A.V. Club fait remarquer que même si Rihanna évoque un appel « torride » pendant les couplets, il critique la chanteuse pour son chant « froid, impassible ». Simon Price de The Independent partage la même opinion que Nguyen expliquant que « c'est dommage que [le titre], comme toutes les autres chansons de Rihanna, soit livré avec une voix qui donne l'impression de s'ennuyer, comme une hôtesse de téléphone rose se limant les ongles. »
Giovanny Caquias de CultureBlues exprime sa détestation pour la chanson au regard de son message cru, expliquant qu'elle est dépourvue de « subtilité » et qu'elle aurait pu être remplacée « par un clip audio de la chambre de Rihanna un samedi soir. » Adrian Thrills du Daily Mail trouve la chanson « difficilement subtile » lorsque Rihanna demande à l'auditeur d'être son « esclave sexuel. » Mike Diver critique la présence de la chanson sur l'album.

### Ventes et classements
Après la sortie de l'album Talk That Talk, la chanson s'est classée dans plusieurs pays, à la 62e place du classement des titres internationaux en Corée du Sud le 26 novembre 2011 avec 6 918 ventes par téléchargement. Au Royaume-Uni, Cockiness (Love It) débute à la 33e classement des titres R&B le 27 novembre 2011. Le titre est également à la 121e place dans la classement des ventes de titres du Royaume-Uni le 3 décembre 2011. Aux États-Unis, la chanson se classe dans le Billboard Bubbling Under Hot 100 Singles à la 17e place le 10 décembre 2011. Elle s'écoule aux États-Unis au total à 500 000 exemplaires et est certifié disque d'or par la RIAA.

#### Classements
| Classement (2011)                           | Meilleure position |
| ------------------------------------------- | ------------------ |
| Corée du Sud (Titres internationaux)        | 62                 |
| États-Unis (Bubbling Under Hot 100 Singles) | 17                 |
| Royaume-Uni (UK R&B Chart)                  | 33                 |
| Royaume-Uni                                 | 121                |

#### Certifications
| Région                                                                                                 | Certification | Ventes/Streams |
| --- | ------------- | -------------- |
| États-Unis (RIAA)                                                                                      | Or            | 500 000*       |
| *Ventes selon la certification ^Mise en rayon selon la certification xNon précisé par la certification |               |                |

## Interprétation en direct
Rihanna interprète Cockiness (Love It) pour la première fois sur BBC Radio 1 le 24 mai 2012 avec d'autres chansons. Elle interprète avec ASAP Rocky un remix de la chanson pour ouvrir les MTV Video Music Awards 2012. Au début de la prestation musicale, Rihanna est assise sur un trône juste devant la bouche d'un serpent géant. Les yeux du serpent ont des lasers verts
,. Elle commence à chanter les paroles « I want you to be my sex slave » qui signifie en français « Je te veux comme esclave sexuel ». Lorsque la chanteuse s'avance sur la scène, elle est rejointe par une douzaine de danseuses. Le rappeur ASAP Rocky vient chanter son couplet. La prestation se poursuit sur la chanson We Found Love dans le public,. La chanson fait partie du premier acte de sa tournée Diamonds World Tour.

## Crédits
Crédits adaptés du livret de l'album Talk That Talk.
Personnes ayant participé
- Assistant : Jennifer Rosales
- Mixage : Fabian Marasciullo
- Assistant Mixage : Ghazi Hourani
- Ingénieur du son : Kuk Harrell, Marcos Tovar
- Réalisateur artistique, instruments, programmation : Shondrae 'Bangladesh' Crawford
- Voix : Rihanna
- Auteurs-compositeurs : Candice Pillay, D. Loernathy, Shondrae Crawford, Robyn Fenty

Enregistrement
- Chambre 538 du Sofitel Le Faubourg, Paris, France.

## Cockiness (Love It) (Remix)
Singles de Rihanna
Where Have You Been
(2012) Jump
(2012)
Singles par ASAP Rocky
Goldie
(2012) Fuckin' Problems
(2012)
Cockiness (Love It) (Remix) est le sixième single musical extrait de l'album Talk That Talk de la chanteuse barbadienne Rihanna avec un featuring du rappeur américain ASAP Rocky. Le remix s'est vendu à 54 000 copies numérique aux États-Unis.

### Accueil critique
Pour Jonathan Hamard de Charts in France, le remix de la chanson est réussi car il « insuffle au titre un certain dynamisme » et « accentue son caractère urbain et le rend plus entêtant ».

### Classement
| Classement (2012)                   | Meilleure position |
| ----------------------------------- | ------------------ |
| Canada (Digital Songs)              | 75                 |
| États-Unis (Bubbling Under Hot 100) | 2                  |
| États-Unis (Digital Songs)          | 61                 |